# Friedrich Wilhelm Krause
Friedrich Wilhelm Krause (* 9. März 1765 in Stecklin, Kreis Greifenhagen; † 23. Dezember 1840 in Kolbatz, Kreis Greifenhagen) war ein deutscher Kaufmann und Reeder.

Friedrich Wilhelm Krause

## Vom Kaufmannslehrling zum Reeder
Nachdem Friedrich Wilhelm Krauses Eltern – sein Vater, Gottfried Krause, war Förster gewesen, seine Mutter war eine Tochter des Stettiner Kaufmanns Bueck – früh verstorben waren, wurde er in Stettin von seiner Großmutter erzogen. Nach dem Besuch der Realschule trat er 1782 bei Verwandten in Wollin eine Kaufmannslehre an. Vor Januar 1785 war er vorübergehend in Berlin tätig. Er wurde dann als Kaufmann in Stettin eingetragen, im Februar 1785 als Kaufmann in Swinemünde, wo sein Onkel Gehring, ein Senator der Stadt, bereits seit 1765 als erfolgreicher Kaufmann niedergelassen war.
1795 befanden sich Frankreich, Großbritannien und die Niederlande im Kriegszustand, während den unter neutraler Flagge fahrenden preußischen Handelsschiffen die Weltmeere offenstanden. Preußische Seeschiffe wurden zunehmend in den Warenverkehr zwischen Häfen des amerikanischen Kontinents und Asiens eingeschaltet, so dass der preußische Seehandel einen Aufschwung erlebte. Die Schiffe transportierten Tee, Kaffee, Gewürze, Rum und andere Kolonialwaren, brachten Holz (insbesondere Stabholz für den Bau von Fässern) nach Spanien und Frankreich und kehrten mit Rotwein beladen von dort zurück. Seinerzeit wurden große Teile Deutschlands und Osteuropas über Stettin mit Kolonialwaren versorgt. Da zu geringe Wassertiefe die Swine und auch das Stettiner Haff für große Schiffe unpassierbar machte, wurde Swinemünde mit seinem geeigneten Seehafen zum wichtigen Umschlagplatz für diesen Warenverkehr. Die großen Seeschiffe liefen den Hafen von Swinemünde an, um von dort aus nach Stettin abgeleichtert zu werden. Für den Warentransport von Swinemünde nach Stettin wurden Leichterschiffe mit geringem Tiefgang eingesetzt. Krause beteiligte sich an diesem Frachtverkehr mit Leichterschiffen seit 1785 mit der Firma Gehring & Krause, deren Miteigentümer er war. Er legte so den Grundstein für sein späteres beträchtliches Vermögen.
Als Gehring 1791 aus dem Unternehmen ausschied, wurde Krause alleiniger Firmeninhaber. Zunächst betätigte er sich vorsichtig auch als Mitreeder Stettiner Firmen, ab 1800 dann auch als Eigenreeder. Reeder, die, wie er, in der Lage waren, bar zu bezahlen und die Schiffe auf eigene Rechnung fahren zu lassen, konnten an dem regen Warenverkehr auf dreierlei Weise Geld verdienen: beim Einkauf, am Transport und beim Verkauf. 1800 lief sein erstes Seeschiff, die Hoffnung, in Swinemünde vom Stapel. 1805 verfügte er bereits über 19 eigene neue Schiffe im Gesamtwert von etwa 270.000 Talern; die meisten davon waren in seiner eigenen Werft erbaut worden. Sein Anteil an der pommerschen Schifffahrt lag damit etwas über 12 %, und er war zum größten selbständigen Reeder der preußischen Provinz Pommern geworden. Bereits 1803 gab Krause sein Jahreseinkommen mit 7.000 Talern an. Zum Vergleich: ein höherer Beamter hatte damals ein Einkommen von jährlich etwa 500 Talern.

## Senator in Swinemünde
Aufgrund seiner Tatkraft, seines unternehmerischen Erfolgs, seines Organisationstalents und des erreichten Wohlstands genoss Krause unter den Swinemünder Bürgern hohes Ansehen. 1790 war er ‚Erster Senator‘ geworden. Bereits vor dem Krieg Frankreichs gegen Preußen wurde er zum Kommerzienrat ernannt. 1803 fungierte er als Kaufmännischer Beisitzer der staatlichen Schifffahrtskommission in Swinemünde. Er wird als ein energisch zupackender Mann der Tat beschrieben, mit einer geringeren Neigung zum Umgang mit Verwaltungsakten. Wegen seiner Durchsetzungskraft und seinen überdurchschnittlichen organisatorischen Fähigkeiten übertrug ihm die Regierung schon 1809 die Stadtverordneten- und Magistratswahl in Usedom und später die Wahl des Landrats von Usedom-Wollin, Aufgaben, die er in wenigen Wochen zufriedenstellend erledigte.

## Rückschläge durch die Napoleonischen Kriege
Einen finanziellen Rückschlag hatte ihm das Kriegsjahr 1805 gebracht: Krauses Schiffe Dorothea, Friedrich Wilhelm, Eduard und Herkules lagen im Herbst 1805 mit Rotwein beladen im Hafen von Bordeaux und wurden von englischen Kriegsschiffen an der Ausfahrt gehindert. Als im Frühjahr 1806 Krieg mit Preußen drohte, verkaufte er die Schiffe samt Ladung für 50.000 Taler an den Reeder Meffke im neutralen Varel. Als im September der Krieg ausbrach, wurden die Schiffe von Frankreich trotzdem beschlagnahmt. Den ihm dadurch entstandenen Verlust bezifferte Krause nach 1813 mit 60.000 Talern. Ein beantragter Schadensersatz wurde ihm verweigert, da er nötige Dokumente nicht vorzulegen vermochte. Es gingen auch weitere Schiffe verloren, so dass das Jahr 1806 für ihn sehr verlustreich war. Zwischen 1807 und 1811 gingen weitere Schiffsladungen und Frachter verloren. Im Jahr 1837, als er sich im fortgeschrittenen Alter in finanziellen Schwierigkeiten befand, resümierte er, der ihm durch den Krieg zugefügte Gesamtschaden habe 182.000 Taler betragen.

## Opferbereiter Patriot während der Franzosenzeit
Während des Krieges Frankreichs gegen Preußen tat sich F. W. Krause als preußischer Patriot hervor. Wenn preußischen Soldaten einer Kompanie kein Sold gezahlt werden konnte, sprang er als Kreditgeber oder auch als Bürge für Kredite ein. Als ihn 1806 die Nachricht erreichte, eine vom preußischen Korps Hohenlohe mitgeführte Kriegskasse habe sich bei Wollin festgefahren, nahm er die Gefahr auf sich und reiste sofort nach Wollin, um die Kriegskasse und für die Armee bestimmte Versorgungsgüter auf eines seiner Schiffe verladen zu lassen und nach Danzig in Sicherheit zu bringen. Während der Belagerung Kolbergs 1807 spielte Krause den Belagerten wiederholt Gewehre und Munition in die Hände. Er staffierte auch einmal 20 Fußsoldaten auf eigene Rechnung aus und übernahm ein Jahr lang ihren Sold. In Swinemünde hatte er gelegentlich dafür gesorgt, dass sich etwa 60 bis 80 gefangengenommene preußische Soldaten nachts selbst befreien konnten.

## Großgrundbesitzer
Trotz der von Napoleon I. verhängten Kontinentalsperre gegen den britischen Seehandel wusste Krause den Handel mit Kolonialwaren, auch mit England, aufrechtzuerhalten. An der pommerschen Küste beteiligte er sich gemeinsam mit anderen Reedereien an einem schwunghaften, zwar gefährlichen, aber ertragreichen Schleichhandel, durch den er die zuvor erlittenen Verluste wieder wettzumachen verstand. Krause brachte es in diesen Jahren zu einem beachtlichen Vermögen. Als 1811 zahlreiche preußische Domänen verkauft werden mussten, übernahm er für 14.300 Taler die 18.000 Morgen Land umfassende sandige Domäne Zinnowitz. Als er dafür keinen Pächter finden konnte, veräußerte er sie am 11. Juni 1818, in 29 Parzellen unterteilt, für 18.000 Taler an 29 Kolonisten und Fischer. Diese machten Zinnowitz dreißig Jahre später zu dem bekannten Badeort.
Der preußische Staat besaß Ländereien, die nach der Reformation und Aufhebung der Klöster dem Fiskus zugefallen waren, der sie als Domänen-Ämter verpachtete. Generalpächter des großen, schön gelegenen Domänen-Amts Kolbatz im Kreis Greifenhagen war um die Wende zum 19. Jahrhundert der Amtsrat Karl Friedrich Gaede, ein Jugendfreund Krauses. Um die Zahlung der ihm im Tilsiter Frieden von Napoleon I. vertragsmäßig auferlegten Kriegskosten-Entschädigungs-Gelder leisten zu können, sah sich König Friedrich Wilhelm III. genötigt, solche Staatsdomänen durch Versteigerung zu veräußern, darunter auch Kolbatz. Amtsrat Gaede erhielt 1811 den Zuschlag für das westlich des Madüsees gelegene Gut Kolbatz mit den Vorwerken Hofdamm und Heidchen sowie für das Gut Glien östlich des Glien-Sees und westlich des Dorfs Neumark. Damit Gaede seinen Zahlungsverpflichtungen nachkommen konnte, gewährte ihm Krause im Juli 1812 einen Kredit in Höhe von 69.000 Talern, im September 1815 nochmals in Höhe von 31.000 Talern. Im nächsten Jahr ging der Gutsbezirk Kolbatz mit den Nebengütern Hofdamm und Heidchen für 255.000 Taler in seinen Besitz über. In einer Zeit allgemeiner Geldknappheit wurden diese Summen von Krause in bar bezahlt.

## Ehrungen durch den preußischen Staat
Für seinen Einsatz im Kampf gegen die Besetzung Preußens unter Napoleon I. erhielt Krause von Friedrich Wilhelm III. nach Kriegsende das Goldene Militärverdienstkreuz und das Eiserne Kreuz am weißen Bande; außerdem wurde ihm der Titel Geheimer Kommerzienrat verliehen. Durch eine Urkunde vom 6. Oktober 1829 wurde der in Besitz  von Geheimrat Krause befindliche Gutsbezirk Kolbatz, der bisher kreistagsfähig gewesen war, für ihn und seine ehelichen Abkömmlinge für landtagsfähig erklärt.
Seit der Verleihung des Geheimrat-Titels genoss Krause nunmehr das Ansehen eines ‚königlichen Kaufmanns‘. Er war am Zenit seiner gesellschaftlichen Karriere angekommen, und sein zweiter Lebensabschnitt begann.

## Im Mittelpunkt der Gesellschaft
Krauses Frau, eine Tochter des Kaufmanns Wittscheibe in Wollin, hatte ihm in 26 Ehejahren 15 Kinder geschenkt, von denen ihn acht überlebten. Diese wurden durch Hauslehrer unterrichtet und erzogen, u. a. von Jacob Martin Philippi. Das Swinemünder Handelsunternehmen hatte er nach und nach seinen Söhnen Friedrich Wilhelm und Eduard überlassen. Er selbst pflegte vom Frühjahr bis zum Spätherbst auf seinem Gut Kolbatz zu verweilen, wo er im weiten Umkreis zum gesellschaftlichen Mittelpunkt wurde und als ‚König von Swinemünde‘ zu Jagdgesellschaften und anderen Veranstaltungen einlud.
Am 14. und 15. Juni 1820 ließ er auf Kolbatz ein aufwendiges und aufsehenerregendes ‚Wiedervereinigungsfest akademischer Zeitgenossen (der Universität Halle) aus dem Zeitraum von Ostern 1792 bis dahin 1799‘ veranstalten, auf dem er als Prorektor der Universität Halle auftrat.
Auch in Swinemünde war er ein beliebter Gastgeber. Für Prinzen, Minister und Offiziere, die auf der Reise nach Russland waren oder von dort zurückkamen, hielt er in seinem Haus stets Gästezimmer bereit. Als Friedrich Wilhelm III. im Jahre 1820 seine erste Reise durch Vorpommern unternahm, nächtigte er in Krauses großzügigem Swinemünder Domizil. Die Noblesse des Anwesens beeindruckte den Geographen Heinrich Berghaus, der dort 1830 zu Gast gewesen war, dermaßen, dass er Krause den „Krösus vom Pommern“ nannte.

## Geringere unternehmerische Fortüne der Söhne
In den frühen 1820er Jahren hatte Krauses Sohn Friedrich Wilhelm die Geschäfte in Swinemünde übernommen. Etwa zehn Jahre später machte sich der jüngere Sohn Eduard Krause dort selbständig. Beide Söhne gingen mit dem ihnen anvertrauten Vermögen weniger vorsichtig um, lebten über ihre Verhältnisse und machten Verluste, für die der Vater dann aufkommen musste. Auch Krauses Söhne in Kolbatz, Hofdamm und Heidchen gelang es nicht, das ihnen überlassene Vermögen zu mehren. Sowohl Karl Ludwig Theodor Krause, der seit 1820 Kolbatz bewirtschaftete, als auch Robert Hermann Krause, der später Hofdamm erhalten hatte, machten Schulden. Ab 1832 geriet er zunehmend in finanzielle Bedrängnis.
Bereits im Sommer 1830 hatte sich F. W. Krause gegenüber der Ritterschaftlichen Privatbank in Pommern mit Sitz in Stettin, gegründet um 1824, späterer Konkurs 1877, bereit erklärt, als selbstschuldnerischer Bürge sämtliche Schulden seiner Söhne zu übernehmen, ohne eine Höchstgrenze des Kreditvolumens festzusetzen. Seine Töchter dürften daran Anstoß genommen haben, denn 1832 wurden für sämtliche Kinder als mütterliches Erbe 200.000 Taler auf die Besitzungen in Kolbatz eingetragen. Formal ging die Domäne Kolbatz seinerzeit in den Besitz der Kinder Krauses über, dem sie jedoch die uneingeschränkte Verwaltung überließen.
Im Frühjahr 1834 geriet der ‚König von Swinemünde‘ in arge finanzielle Bedrängnis. Um seinen ältesten Sohn zu retten, musste der von der Gothaischen Lebensversicherung auf seinen Kolbatzer Besitz einen Kredit in Höhe von 50.000 Talern aufnehmen, im Juni 1836 noch einmal in Höhe von 82.000 Talern. Dazu addierte sich die Schuld bei der Ritterschaftlichen Privatbank in Stettin in Höhe von 70.000 Talern, so dass die Gesamtschulden ungefähr 200.000 Taler ausmachten. Diese ungeheure Geldsumme hatten seine Söhne Friedrich Wilhelm und Eduard verwirtschaftet. Krauses Rettungsversuch schlug fehl, und im Herbst 1836 war er in Swinemünde zahlungsunfähig.
Zwar war der Wert seines Kolbatzer Besitzes im Jahr 1833 amtlich auf 540.000 Taler geschätzt worden, doch die Bankzinsen waren so hoch, dass an weitere Kreditaufnahmen nicht zu denken war. In einer Zeit allgemeiner Geldknappheit war auch kein Käufer zu finden, der eine derartig hohe Summe hätte aufbringen können. Krause wandte sich daher mit einem Bittgesuch an den preußischen König. Nach langwierigen Verhandlungen kaufte schließlich der preußische Fiskus in einer Art ‚Gnadenakt‘, bei dem Krauses Verdienste um den preußischen Staat berücksichtigt worden waren, Krauses Domäne in Kolbatz für 300.000 Taler auf. Der Vertragsabschluss wurde am  23. April 1843 unterzeichnet. Anschließend wurde die Domäne Karl Ludwig Krause gegen eine Jahrespacht von 12.000 Talern zur Nutzung überlassen. 1843 wurde der förmliche Vertrag abgeschlossen. Der endgültige Pachtvertrag mit einer Laufzeit von 24 Jahren bis 1866, rückwirkend gerechnet ab dem Johannistag 1842, wurde am 6. Mai 1844 unterzeichnet.
Nach Ablauf 1866 wurde der Pachtvertrag um weitere 18 Jahre bis zum Johannistag 1884 für Karl Ludwig Krause verlängert, jedoch ohne das Staats-Domänen-Vorwerk Heidchen, das anderweitig verpachtet wurde, und ohne das Staats-Domänen-Vorwerk Hofdamm, das sein Bruder, der Oberamtmann Robert Hermann Krause, ab 1866 eigenverantwortlich pachtete, mit einem ebenfalls bis zum Johannistag 1884 laufenden Pachtvertrag. Auf der Pommerschen Tierschau von Mai 1857 zu Stettin wurden zwei von Pächter Krause-Kolbatz gezüchtete Stiere prämiert. Der Amtsrat Karl Ludwig Krause trat später als Domänenpächter im Landkreis Schlawe i. Pom. auf und ließ sich schließlich in Neukugelwitz nieder, wo er ein Restgut aufgekauft hatte und eine Windmühle erbauen ließ. Seine Nachfahren gelangten nach dem Zweiten Weltkrieg nach Nordrhein-Westfalen.

## Gegen Lebensende
Am Lebensabend wegen des Verlusts eines Großteils seines Vermögens mit dem Schicksal hadernd, starb Krause am 22. Dezember 1840 75-jährig in Kolbatz, wo sich auch seine Grabstätte befindet. Während seiner letzten Lebensjahre hatte ihm sein Sohn Ferdinand (1798–1853), Justizrat in Stettin, zur Seite gestanden.
Krause wurde von Zeitgenossen als schlank, blond und blauäugig, im Alter hager, beschrieben, mit einem schmalen Gesicht, scharf geschnittener Nase und einem vollen Haarschopf. Seine Tochter Minna (Johanna Caroline Wilhelmine Dorothea) Krause (1821–1897), die 1840 den Geographen Gustav Adolf von Klöden (1814–1885) heiratete, war ein Jugendschwarm Theodor Fontanes gewesen, der ihr mehrere Gedichte widmete (Der Bach und der Mond (An Minna), 1837; Der Kastanienbaum, 1837; Die Perlenmuschel (anlässlich der Übersendung eines Perlenringes in einer Muschel an Minna), 1837; Träume sind Schäume!, 1838; Im Garten, 1845). Fontane, der den Reeder persönlich kennengelernt hatte, war von der „Männlichkeit“ seiner Erscheinung beeindruckt. Er schrieb über ihn: „Er war trotz seiner beinahe siebzig Jahre noch in glänzender Verfassung, so dass ich sagen darf, auf meinem Lebenswege niemandem begegnet zu sein, der mir die dominierenden Gestalten des 18. Jahrhunderts so veranschaulicht hätte, wie er.“
Zwei Jahre vor seinem Ableben hatte der Patriarch Friedrich Wilhelm Krause die Anzahl seiner lebenden Abkömmlinge (Kinder und Kindeskinder) mit 26 angegeben.

## Rezeption
Das Leben Friedrich Wilhelm Krauses war das Thema zweier Romane der Swinemünder Rektors und Chronisten Robert Burkhardt.
- Der König von Swinemünde. Ein Heimatroman. W. Fritzsche, Swinemünde 1928
- Glück und Ende des Königs von Swinemünde. W. Fritzsche, Swinemünde 1931